# 国家重组进程
国家重组进程（西班牙语：Proceso de Reorganización Nacional ） 是1976年至1983年间统治阿根廷的军事独裁政权。
阿根廷武装部队於1976年3月發動了反对時任阿根廷總統伊莎貝爾·裴隆的政变。此後阿根廷国会被叫停，政党被取缔，公民权利和政治权利受到限制，阿根廷軍政府引入了自由市场和放松管制政策。阿根廷总统和部长都由軍人出任，而庇隆主义者和左翼分子则受到鎮壓。军政府還對反對派發起了肮脏战争，不少人受到酷刑、法外谋杀等迫害，甚至有人被强迫失踪。此時阿根廷的經濟危机依舊持續，而阿根廷军政府又於1982年4月入侵福克兰群岛並發動马岛战争，阿根廷在這場戰爭中戰敗，之後军政府开始崩溃，最终1983年劳尔·阿方辛當選總統，標誌著阿根廷軍政府時代的終結。
阿根廷軍政府的官員於1985年被起诉，有人被判處无期徒刑。這些人於1989年被总统卡洛斯·梅内姆赦免，但在2000年代初因新的指控再次被捕。几乎大部分军政府官員目前都因危害人类罪和种族灭绝罪而入獄服刑。